# 圣埃夫鲁树林圣母镇
圣埃夫鲁树林圣母村（法語：Saint-Evroult-Notre-Dame-du-Bois，法語發音：[sɛ̃t‿evʁu nɔtʁə dam dy bwa] ⓘ）是法国奥恩省的一个市镇，位于该省东北部，属于阿让唐区。

## 地理
圣埃夫鲁树林圣母村（48°47'29"N, 0°27'42"E）面积34.47 平方千米，位于法国诺曼底大区奧恩省，该省份为法国西北部内陆省份，北起顺时针与卡爾瓦多斯省、厄尔省、厄尔-卢瓦省、萨尔特省、马耶讷省和芒什省接壤。
与圣埃夫鲁树林圣母村接壤的市镇（或旧市镇、城区）包括：博费、锡赛-圣欧班、埃绍富尔、拉贡夫里耶尔、奥热尔、圣皮埃尔德洛日、图凯特、拉特里尼泰德莱捷、乌什堡。
圣埃夫鲁树林圣母村的时区为UTC+01:00、UTC+02:00（夏令时）。

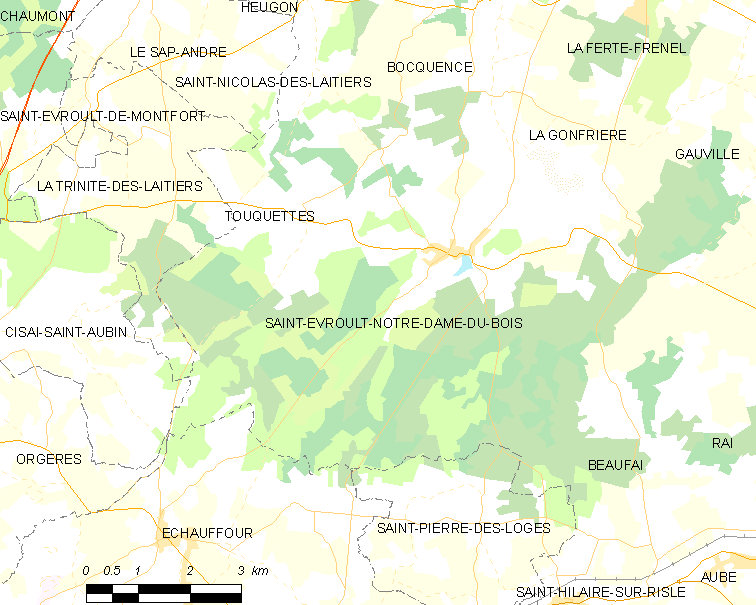
圣埃夫鲁树林圣母村的OSM定位图

## 行政
圣埃夫鲁树林圣母村的邮政编码为61550，INSEE市镇编码为61386。

## 政治
圣埃夫鲁树林圣母村所属的省级选区为赖村县。

## 人口

1962-2008年间圣埃夫鲁树林圣母村人口变化图示

圣埃夫鲁树林圣母村于2022年1月1日时的人口数量为440人。